# Split Before, Together Now
Split Before, Together Now (с англ. — «Разделённые ранее, вместе сейчас») — совместный альбом англоязычных белорусских рок-групп Hair Peace Salon и Jitters, изданный по инициативе лейбла «West Records» 25 октября 2007 года. Диск объединил два EP: Gipsy («Hair Peace Salon) и Pick Me Up («Jitters»). Концептуальный сплит ознаменовал распад Jitters и переход её фронтмена Константина Кармана в ряды стилистически близкой Hair Peace Salon, что нашло своё отражение в названии и оформлении CD. Живая презентация сборника прошла 18 ноября 2007 года в Минске, а в поддержку альбома на ведущий сингл «Hover» был снят клип. Музыкальная активность вокруг пластинки принесла Hair Peace Salon номинацию в категории «Прорыв года» на церемонии «Рок-коронация-2007», а сам релиз попал в полусотню лучших по продажам альбомов на местном рынке за год. Белорусскоязычный кавер на песню со сплита «Gipsy» впоследствии был отобран для компиляции «Budzma The Best Rock / Budzma The Best Rock/New».

## История
В конце весны 2006 года группы Hair Peace Salon и Jitters решили объединиться на одном диске. Осенью 2006 года Jitters представила мини-альбом Pick Me Up, в то время как Hair Peace Salon готовила макси-сингл на 5 песен, но, так как полноценного альбома из такого количества треков не получится, дружественные группы рассудили сделать сплит. По словам Артура Лучкова, барабанщика Hair Peace Salon, у неё уже было накоплено материала, которого хватило бы на сольный альбом, но коллектив ещё «не созрел для альбома». Уже в начале весны 2007 года в беседе с «БелГазетой» антрепренёр Ян Бусел возложил «большие надежды» на будущий сингл Hair Peace Salon.
После попыток Hair Peace Salon поиграть вместе с сессионными клавишниками, в том числе на сцене во время фестиваля «Акустика весны» в марте 2007 года, под конец 2007 года число официальных участников группы увеличилось в связи с полугодичной зарубежной командировкой Константина Кармана. Он приостановил существование своей группы Jitters и стал играть в Hair Peace Salon на постоянной основе. Экс-лидер Jitters был очень доволен тем, что теперь играет совместную музыку. Примечательно, что из бас-гитариста и вокалиста он стал клавишником-вокалистом Hair Peace Salon, потому что в группе уже был свой бас-гитарист, а у знакомого ребятам по совместным выступлениям артиста во время командировки в Шотландию как раз был куплен синтезатор «Roland JP-8000», что и стало материальным основанием ответить положительно на предложение коллег сменить профиль.
Группа Jitters всего за 2 месяца записала и свела свои песни на звукозаписывающей студии в Барановичах, а Hair Peace Salon решила записываться сама, чтобы поэкспериментировать, поискать своё звучание, поэтому весь процесс записи занял значительно больше времени. Концертный бум Hair Peace Salon 2007 года позволил отточить исполнение новых песен, которые вошли на EP Gipsy, а потом и на сплит. Мини-альбом вышел 28 октября 2007 года и распространялся через контакты с музыкантами.
За это время Jitters успела презентовать свою пластинку, дать отчётный концерт перед слушателями и разбежаться, но идея сплита не испарилась и трансформировалась в концептуальный CD. «Диск представляет собой небольшую историю двух дружественных коллективов, которые раньше были сами по себе, затем объединились», — вспоминал про дружбу обеих групп для «Xlam.by» Константин Карман.
25 октября 2007 года для продвижения нового сотрудничества на лейбле West Records был издан совместный альбом-сборник под названием «Split Before, Together Now». Олег Вяль, лидер Hair Peace Salon, рассказал Елене Скоробогатовой с Tuzin.fm, что основной мыслью песен группы является духовный поиск человека, а на тот же вопрос про свою часть диска фронтмен Jitters Константин Карман ответил, что их треки воплощают неудовлетворённость тем, что имеешь сейчас.
С этого времени группы официально стали объединены. «Мы решили временно „заморозить“ проект „Jitters“, — сообщал отечественному порталу альтернативной музыки „Xlam.by“ Константин Карман накануне презентации совместного альбома, — а поскольку с „Hair Peace Salon“ мы давно знакомы и дружим, то для объединения не было никаких препятствий. Мы и раньше „обменивались“ музыкантами. Теперь в „HPS“ будет два голоса».
Сборник был презентован 18 ноября 2007 года в минском клубе «Гудвин» при поддержке групп Open Space, The Blackmail и других артистов, и, как подчеркнула Елена «Aresha» Соболевская с музыкального портала LiveSound.by, это был прекрасный концерт, без лишних людей и музыки «не в тему».

## Приём критиков
«Несмотря на обилие команд, играющих в стиле брит-рок, это музыкальное направление в нашей стране долгое время оставалось в тени. И вот случился прорыв», — встречал выход сборника музыкальный портал LiveSound.by. Сергей Будкин, музыкальный критик Будзьма беларусамі!, в обзоре альбома Hair Peace Salon «Gentleman» выражал грусть, что «бесподобные произведения» «Hover», «Gipsy» не нашли своё место на той пластинке.
«Белорусы отчаянно дерут гитары и горло: получается брит-рок с головокружительными переплетениями гармоний а-ля „The Mars Volta“, техничными гитарными арпеджио а-ля „Muse“ и невротически-чувственными интонациями а-ля „Travis“», — писала про часть диска «Hair Peace Salon» журналист Татьяна Замировская из еженедельника «БелГазета», раскрывая мысль, что мелодии группы невероятным образом напоминают альбом Radiohead 2007 года In Rainbows, который вышел после того, как материал данного диска был записан. Елена Соболевская из «Музыкальной газеты» разделила мнение про музыкальный лад коллеги, в своей рецензии отразив надрывный вокал, депрессивно светлые мелодии и умные минорные эмоции.
Музыку «Jitters» в рецензии альбома «Split Before, Together Now» Татьяна Замировская из «БелГазеты» описала словами: «назойливая, аутентичная и по-блюзовому взбалмошная — в ней присутствует безбашенная танцевальность, как у „Gomez“ и „Happy Mondays“, и начисто отсутствуют пафосные рефлексии». Озорство и танцевальность гитарного рока «Jitters» оценила и Елена Соболевская из «Музыкальной газеты», на страницах которой она сравнила музыку обеих групп с творчеством Travis, Radiohead, Muse, Blur и Coldplay.

## Оформление CD
Первоначальная идея обложки, что отражает концепцию диска (чёрный и белый ботинки, связанные вместе), пришла к Константину Карману и Евгению Вялю, первому барабанщику Jitters, упоминал для «Xlam.by» Олег Вяль. Музыканты рассказывали Елене Скоробогатовой, журналисту Tuzin.fm, что у них было много задумок обложки, но разные ботинки с завязанными вместе оборами — наиболее интересное решение: «мы как те ботинки — разные, но связанные между собой шнурками». Участники долго искали обувь, которая бы подошла для снимков, засматривались на ботинки минчан, а потом зашли в отдел детской обуви и поняли: это то, что нужно. Оказалось, что в магазинах нельзя фотографировать, потому им со Слэпом пришлось арендовать детские штиблеты в секонд-хенде на Ждановичах. Как оценила выбор обложки Елена Соболевская из «Музыкальной газеты», группам подошёл этот рисунок, так как они сохранили в себе юморную непосредственность и душевную доброту. «В результате получилась такая вот милая обложка, которая очень всем нравится», — сделал вывод Объединению белорусских студентов Олег Вяль.

## Награды и номинации. Коммерческий успех
Первая песня сборника «Hover» стала победным гимном Hair Peace Salon, который позволил как успешно пройти отборочные этапы, так и взять первый приз (запись на профессиональной музыкальной студии) конкурса «ИдиНаРок» в 2007 году. С программой, в основном составленной из песен со сплита, музыканты небезуспешно участвовали и в иных музыкальных конкурсах, таких как «Музыкальный плей-офф» (полуфиналисты), «Рок-спарринг» (обладатели приза на запись на студии), «Золотая акустика» (победители). «Нам очень приятно, что слушатели выбрали именно нас победителями этого конкурса, — вспоминал перипетии соревнования для Tuzin.fm лидер «Hair Peace Salon» Олег Вяль и раскрывал мысль дальше: — „Акустика“ имела успех у зрителей. Но мы не радуемся на этот счёт. Побеждать, конечно, приятно, но лично я готов ко всему».
Благодаря пластинке и концертно-соревновательной деятельности на базе песен с неё группа Hair Peace Salon получила номинацию в категории «Прорыв года» на церемонии «Рок-коронация-2007» в феврале 2008 года. По оценке Хартии’97, диск попал в топ-50 пластинок по продажам за свой год. В целом аудиоматериал вошёл в ротацию радиостанций, укрепил присутствие рокеров в информационном пространстве. Сергей Ясюченя, директор West Records, аргументируя расширение каталога компании выпущенным диском в конце 2007 года, отметил, что его лейбл старается «отслеживать музыкальные тенденции».

## Список композиций
| №   | Название           | Автор(ы)         | Исполнитель      | Длительность |
| --- | ------------------ | ---------------- | ---------------- | ------------ |
| 1.  | «Hover»            | Hair Peace Salon | Hair Peace Salon | 3:55         |
| 2.  | «Through The Dark» | Hair Peace Salon | Hair Peace Salon | 4:30         |
| 3.  | «Gipsy»            | Hair Peace Salon | Hair Peace Salon | 4:45         |
| 4.  | «Enemy»            | Hair Peace Salon | Hair Peace Salon | 4:45         |
| 5.  | «At Your Side»     | Hair Peace Salon | Hair Peace Salon | 2:29         |
| 6.  | «Pick-Me-Up»       | Jitters          | Jitters          | 3:47         |
| 7.  | «Staggering»       | Jitters          | Jitters          | 4:23         |
| 8.  | «Sapphire»         | Jitters          | Jitters          | 4:13         |
| 9.  | «Dint»             | Jitters          | Jitters          | 3:06         |
| 10. | «Pixies»           | Jitters          | Jitters          | 3:15         |

## Участники
| Hair Peace Salon: - Олег Вяль — ведущий вокал, гитары. - Константин Карман — бэк-вокал, синтезатор. - Максим «Gandibober» Девиченский — бас-гитара. - Артур Лучков — ударные. Jitters: - Константин Карман — ведущий вокал, бас. - Иван Борзенко — гитары, бэк-вокал, клавишные. - Сергей Кондратенко — гитары. - Павел Кудрин — ударные. | Приглашённые музыканты: - Иван Борзенко — клавишные (1, 2). - Ольга Малько — клавишные (3, 5). - Андрей Козик — клавишные (4). Производство: - Валентин Борисевич, студия «HWNL» — сведение, мастеринг (1, 2, 3, 4, 5). - Вячеслав Банкевич — запись и сведение (6, 7, 8, 9, 10). - Slap — дизайн обложки. |  |

## Клипы
Осенью 2007 года, во время съёмок передачи «Музыкальный плей-офф», участникам «Hair Peace Salon» от впечатлённого выступлением группы режиссёра Анатолия Вечера поступило предложение творческого сотрудничества. Уже в начале 2008 года фронтмен группы Олег Вяль сообщил Tuzin.fm про планы снять клип: «Теперь мы убедились, что нам это необходимо. В феврале начнём работу и возьмём для видеовоплощения что-нибудь из нового». Официальное видео к одноимённому заглавному синглу «Hover», в котором был представлен новый облик группы теперь вместе с Константином Карманом, было снято в феврале 2008 года, и готовый ролик вскоре был показан по телевидению в программе канала ЛАД «Pro движение+». X в обзоре клипа, который напомнил фильм «Сайлент Хилл», для «LiveSound.by» отметил интересную режиссёрско-операторскую работу, вместе с тем указал и на недостатки в актёрской игре.

## Кавер-версии
Для компиляции Будзьма беларусамі! и Европейского радио для Беларуси «Budzma The Best Rock / Budzma The Best Rock/New» группа Hair Peace Salon в 2009 году перепела трек «Gipsy», который посвящался урсарам, на белорусском языке как «Цянькі» (с бел. — «Прямики»). Олег Вяль, лидер Hair Peace Salon, в своё время рассказывал Елене Скоробогатовой с Tuzin.fm, что английское слово «Gipsy» переводится как «цыгане» и песня в духовном смысле также описывает состояние скитания по жизни.
Автором художественного перевода лирики выступил Виталь Воронов, белорусский литератор; «Этому произведению уже три года, и некоторые фрагменты текста нас уже не удовлетворяют. Виталь при переводе написал текст заново», — обращали внимание на совместную работу музыканты. «Белорусизация небелорусскоязычных текстов белорусских групп — это отличная школа совершенствования», — пояснял свой подход к работе поэт и дополнял, что её результаты позволяют музыкантам более грациозно вливаться в отечественный контекст.
В результате эксперт Tuzin.fm Игорь Назаренко отмечал, что ему больше подходит слушать песню по-белорусски. Ему же вторил Сергей Будкин, штатный эксперт Experty.by, который в 2012 году с теплотой вспомнил про «достаточно удачные эксперименты музыкантов с белорусским языком» на примере этой же песни. «Виталь сделал очень удачную интерпретацию оригинального текста, — говорил Константин Карман, вокалист-клавишник в песне, и дополнял: — Появилось ощущение того, что „понятный“ текст более досконально передаёт настоящую атмосферу песни». Другому эксперту Tuzin.fm Северину Квятковскому «Цянькі» напомнили произведения польской рок-группы «Czerwone gitary» и Пола Маккартни, обработанные в современной брит-поп стилистике.
Композиция «Цянькі» попала в хит-парад Tuzin.fm, но остановилась в предфинальной части мегатура-2010.